# Chemin du Littoral
Pour les articles homonymes, voir Littoral (homonymie).
Le chemin du Littoral est une voie marseillaise située dans les 2e, 15e et 16e arrondissements de Marseille. 

## Situation et accès
Elle va de la rue Cargo-Rhin-Fidelity à la plage de l’Estaque. C’est la plus longue rue de Marseille avec une longueur de 5 400 mètres.
L’avenue démarre au niveau du croisement avec l’autoroute du littoral au nord d’Arenc où se trouvent la semoulerie Panzani du Silo de la Madrague ainsi que la troisième porte du grand port maritime de Marseille. Elle longe l’autoroute jusqu’à la sortie 5 de cette dernière où se trouve la quatrième porte du port sur une section qui borde l’autoroute. Par la suite, elle se sépare de l’autoroute, traverse le site de Mourepiane constitué de nombreux entrepôts et bifurque vers l’ouest en croisant la cinquième porte puis le port de Saumaty au rond-point avec le boulevard Fenouil où se trouve la forme 10. Elle se termine à l’entrée du port et du village de l'Estaque. 
Elle fait partie de l’ancienne route nationale 568 qui reliait Marseille à Arles. Elle longe toute la partie nord du port autonome en desservant les portes 3, 4 et 5.
Elle est desservie sur toute sa longueur par la ligne de bus  de la RTM.

## Origine du nom
Elle porte ce nom car elle longe le littoral.

## Historique
Elle s'appelait auparavant le Chemin de Marseille par le saut de Marrot, et s'arrêtait jusqu'en 1875 à la traverse de l'Octroi avant d'être prolongé à l'Estaque. La ligne de tramways à vapeur Joliette-L'Estaque y circule du 10 septembre 1892 à 1902.